# Gaietà Buïgas
Pour les articles homonymes, voir Buïgas.
 Gaietà Buïgas i Monravà, né le 21 juillet 1851 à Cerdanyola del Vallès (province de Barcelone, Espagne) et mort le 7 novembre 1919 à Barcelone (Espagne), est un architecte espagnol,
Il est connu principalement par être l'auteur de la colonne Christophe Colomb de Barcelone, réalisée pour l'Exposition universelle de Barcelone de 1888.

## Biographie
Gaietà Buïgas est le père de l'ingénieur Carles Buïgas et de l'auteur de bande dessinée Joaquín Buigas.

## Œuvres

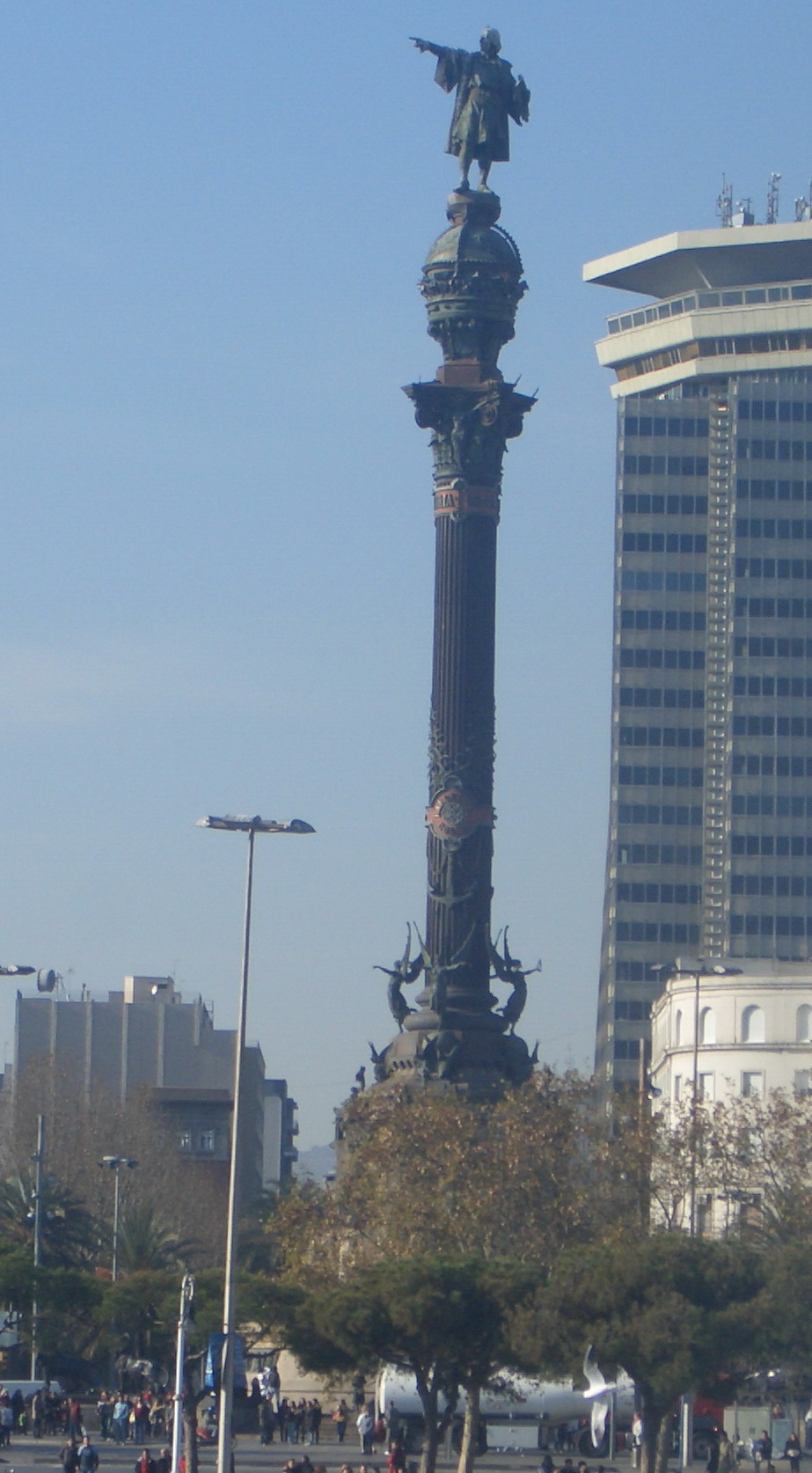
Colonne Christophe Colomb (1888).

- Église du Sacré Cœur à Manacor (1881).
- Pour l'Exposition universelle de Barcelone de 1888 : 
  - Colonne Christophe Colomb et Promenade Colomb.
  - Pont de la Section Maritime.
  - Pavillon des Industries Navales.
  - Jetée sur la plage.
- Marché Ancien de Sitges (1899).
- Maison Ferrer Torralbas à Sitges (1900).
- Palais Comella de Vic.
- Église des Conceptionnistes de Sitges.
- Couvent des Filles de Marie à Gironella.
- Bains Vichy Catalan de Caldas de Malavella.
- Restauration du château de San Marcial à Sardañola du Vallés, 1895.
- Asile et écoles à Masnou.
- Maison de José Martí Casals, actuellement Can Millet à Masnou[2]
- Projet de l'église et couvent des Missionnaires du Sacré Cœur, à Buenos Aires, 1904.
- Bâtiment de la Banco Popular (Banque populaire), à Montevideo, 1904-1907.
- Bâtiment de la Mission Catholique de Minas, en Uruguay, 1907, actuellement Théâtre Lavalleja
- Pavillons d'exposition pour la Rural del Prado, Montevideo, 1913 (avec Juan María Aubriot et F. Gómez Ferrer).
- Projet du monument à Cervantes, Madrid, 1913.